# Cis compressicornis
Cis compressicornis là một loài bọ cánh cứng trong họ Ciidae. Loài này được Fairmaire miêu tả khoa học năm 1881.